# Carlos Cojuangco
Carlos Roberto Santiago Oppen Cojuangco, noto anche con lo pseudonimo di Charlie (Manila, 14 aprile 1963 – Taguig, 22 febbraio 2022), è stato un politico e imprenditore filippino.

## Biografia

### Le origini e la famiglia
Carlos Cojuangco nacque a Manila il 14 aprile 1963, ultimogenito dell'imprenditore Eduardo Cojuangco Jr. e della moglie Soledad "Gretchen" Oppen-Cojuangco, quest'ultima di origini spagnole e tedesche. 
L'ascesa politica dell'ilocano Ferdinand Marcos, senatore già da tempo amico del padre Eduardo, portò a un graduale stravolgimento dei rapporti all'interno della famiglia imprenditoriale dei Cojuangco: mentre alcuni membri (tra cui Eduardo e Ramon Cojuangco) godevano di un rapporto di fiducia con Marcos, dopo la sua elezione a Presidente nel 1965 il ramo dei Cojuangco-Aquino iniziò a criticarne l'operato sino a divenirne un suo strenuo oppositore.

### Gioventù e esilio negli Stati Uniti
Cresciuto nella residenza di famiglia a Manila, durante l'adolescenza si trasferì con il fratello Mark e le sorelle nella provincia di Negros Occidental.
Dopo la rivoluzione del Rosario che pose fine alla presidenza di Marcos e instaurò il nuovo governo di Corazon Aquino, cugina del padre Eduardo, partì in esilio forzato per gli Stati Uniti d'America con la famiglia.
Il rapporto tra i due rami dei Cojuangco si incrinò in particolar modo proprio negli anni dell'amministrazione Aquino, con l'annullamento dei passaporti dell'intera famiglia di Eduardo e le accuse nei suoi confronti di essere stato il mandante dietro vari tentativi di golpe. Durante questo periodo Carlos visse con i genitori in una casa a Santa Monica. 

### Ritorno nelle Filippine e ingresso in politica

#### Sindaco di Pontevedra
I Cojuangco tornarono clandestinamente nelle Filippine nel 1989, impegnandosi da lì in poi a ricostruire una reputazione politica e professionale. Carlos, che nel frattempo aveva vissuto a Bacolod, entrò in politica nel 1992, venendo eletto sindaco della municipalità di Pontevedra in rappresentanza della neonata Coalizione Popolare Nazionalista, entità politica fondata dal padre.

#### Camera dei rappresentanti
Dopo essere stato rieletto sindaco nel 1995, nel 1998 scelse di non ricandidarsi ed entrò a far parte della Camera dei rappresentanti delle Filippine per il quarto collegio elettorale di Negros Occidental. Confermato per tre mandati consecutivi, al Congresso sostenne la presidenza di Joseph Estrada sino alla rivoluzione EDSA II.
Nel 2016 fece ritorno al Congresso, questa volta per il primo distretto elettorale di Tarlac. La scelta fu dettata dalla volontà del padre di mantenere salda l'influenza politica nella loro storica roccaforte, dopo la morte prematura del deputato in carica Enrique Cojuangco.  

### Morte
Così come il padre, Cojuangco era un grande appassionato di motori. Il 26 ottobre 2021 fu colto da un aneurisma cerebrale improvviso alla guida nel corso di una gara al Clark International Speedway di Mabalacat: trasportato d'urgenza in ospedale, fu successivamente operato.
Morì il 22 febbraio 2022 al St. Luke’s Medical Center di Taguig, all'età di 58 anni, senza più riprendere conoscenza. Le sue spoglie furono tumulate nel cimitero di famiglia a Pontevedra. 

## Vita privata
Fu sposato con l'ex reginetta di bellezza e attrice Rio Diaz (1959-2004), sorella minore della vincitrice di Miss Universo 1969 Gloria Diaz. La coppia ebbe due figli, Claudia e Jaime.
Si risposò in seconde nozze il 10 ottobre 2021 con l'ex giornalista Czarina Maria "China" Jocson, sua moglie sino alla morte.